# Варвская волость
Ва́рвская волость (латыш. Vārves pagasts) — одна из административных территорий в западной части Вентспилсского края Латвии, на побережье Балтийского моря. Граничит с Ужавской, Зирской волостями своего края, а по реке Венте с Пилтенской и Таргальской волостями и городом Вентспилсом. Наиболее крупные населенные пункты — Вентава, Варве и Зурас.

## Природа
Волость находится на прибрежной низменности, на левом берегу Венты.

## История
Варвская волость была создана во время Первой мировой войны, путём выделения из Сарканмуйжской (Ротгофской) волости. В 1935 году площадь Варвской волости Вентспилсского района составляла 50,8 км² и в ней проживало 798 жителей. В 1945 году в волости был образован сельский совет, который был распущен в 1947 году, но в 1949 году восстановлен из-за ликвидации волости. Село Варве входило в Вентспилсский (1949—1962), Кулдигский (1962—1967) и снова Вентспилсский (с 1967 года) район. В 1990 году сельсовет был преобразован в волость. В 2009 году волость как административная единица вошла в Вентспилсский край.

## Известные люди
- Инта Климовича (1951) — легкоатлетка.